# Preux-au-Bois
Preux-au-Bois ist eine französische Gemeinde im Département Nord in der Region Hauts-de-France. Sie gehört zum Arrondissement Avesnes-sur-Helpe und zum Kanton Avesnes-sur-Helpe. Die Bewohner nennen sich Preutains, Preutins oder Pétrosiens.

## Lage
Die Gemeinde Pteux-au-Bois liegt im Regionalen Naturpark Avesnois, 20 Kilometer südlich von Valenciennes und 26 Kilometer östlich von Cambrai. Sie grenzt im Norden an Hecq, im Osten an Locquignol, im Süden und Westen an Robersart und im Nordwesten an Poix-du-Nord.

## Bevölkerungsentwicklung
| Jahr                       | 1962 | 1968 | 1975 | 1982 | 1990 | 1999 | 2010 | 2020 |
| Einwohner                  | 1065 | 1004 | 1003 | 885  | 761  | 807  | 837  | 838  |
| Quellen: Cassini und INSEE |      |      |      |      |      |      |      |      |

## Sehenswürdigkeiten
- Kirche Saint-Martin

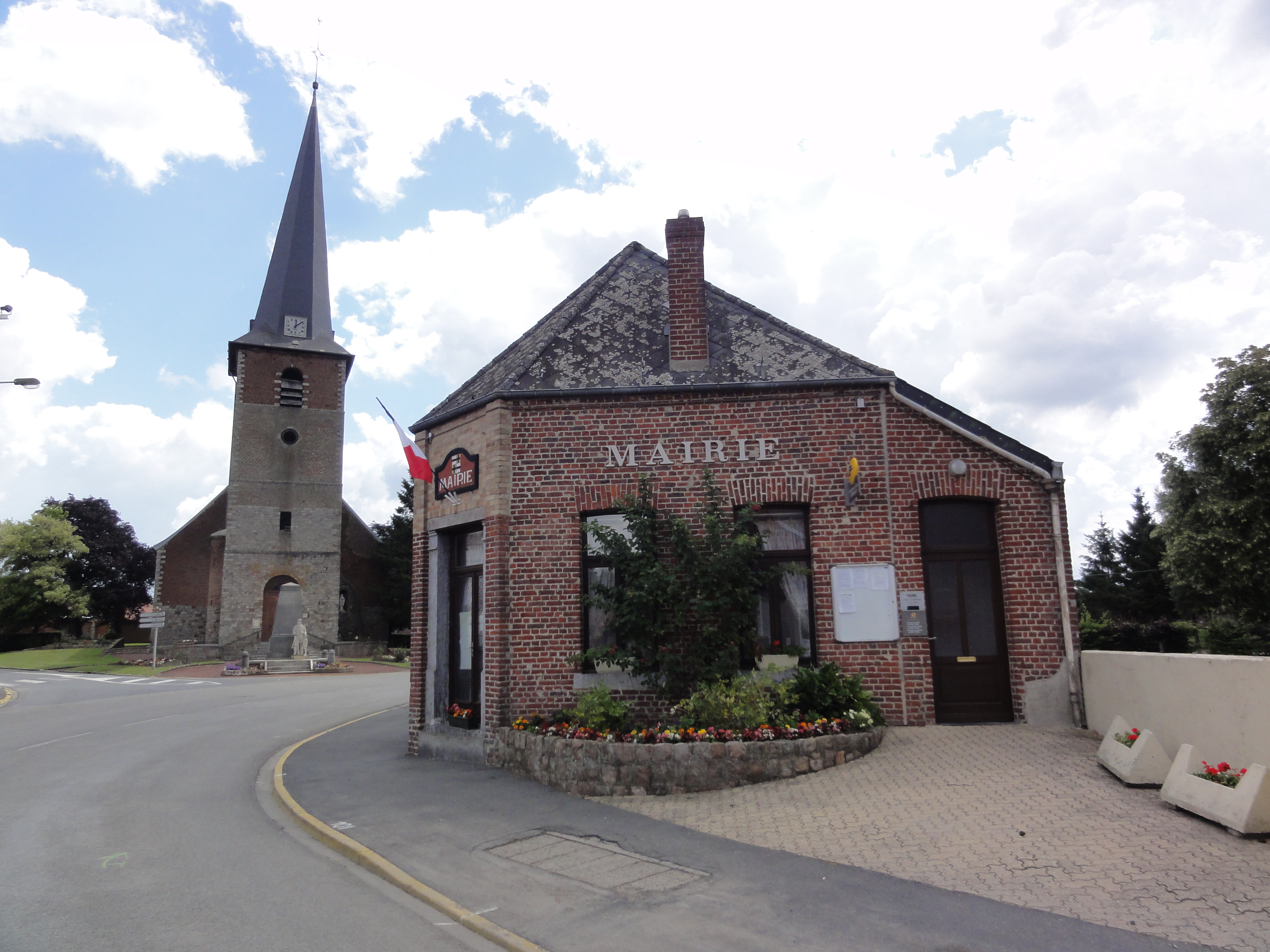
Mairie und Kirche Saint-Martin
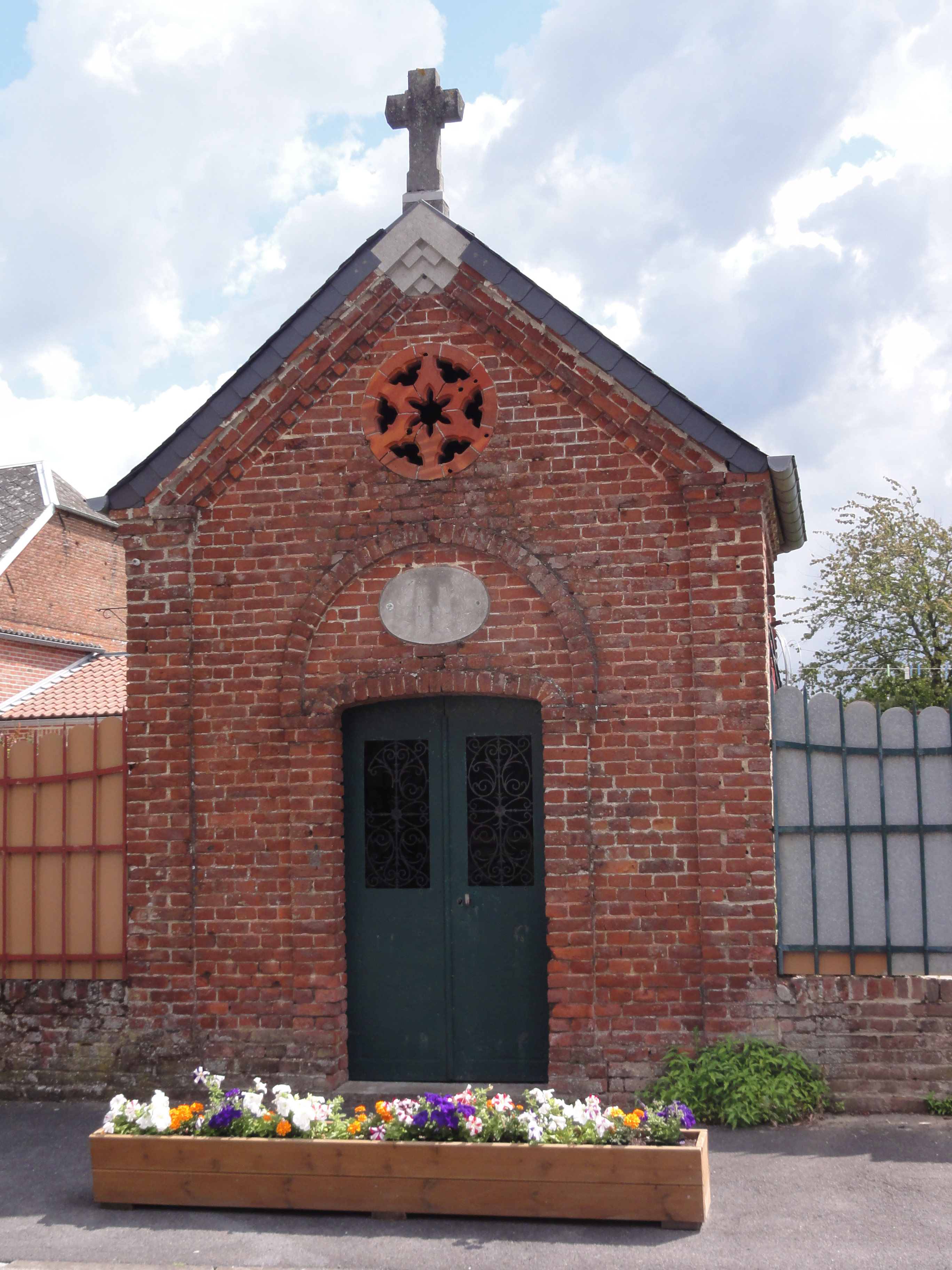
Kapelle Notre-Dame-de-Lourdes
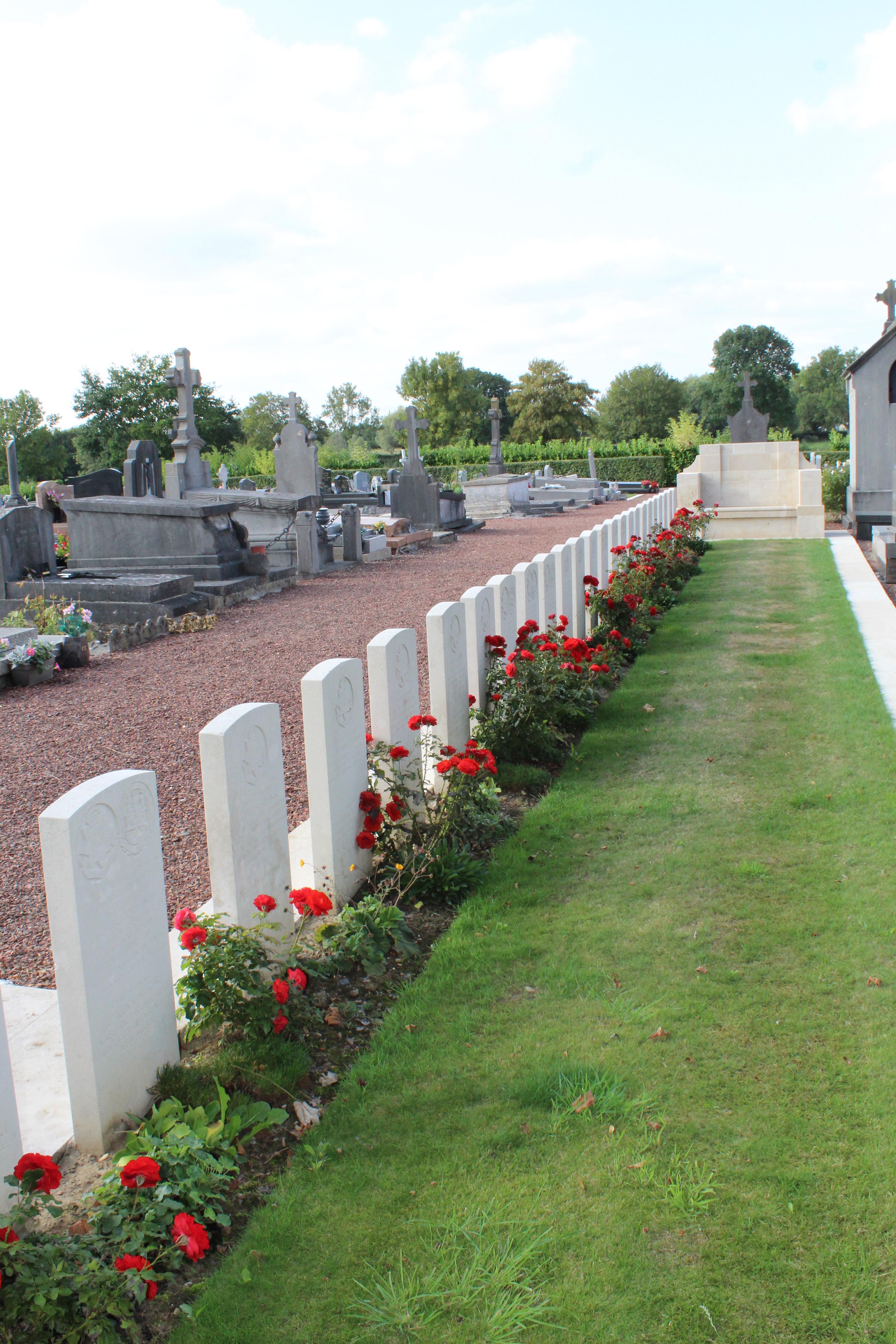
Soldatenfriedhof des Commonwealth
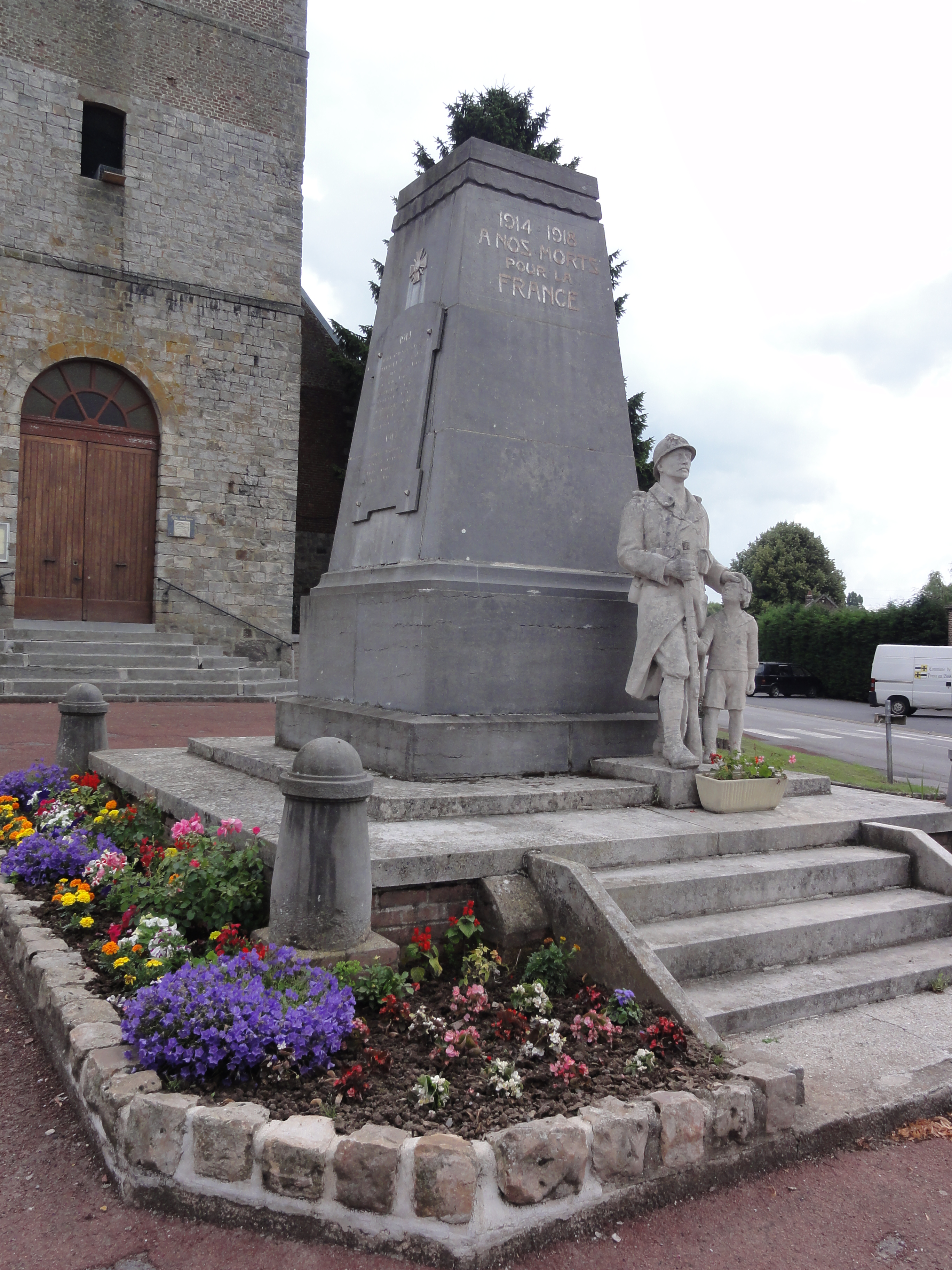
Gefallenendenkmal